# Campeonato Francês de Hóquei em Patins 2024-2025
O Campeonato Francês de Hóquei em Patins de 2024-25 foi a 61.ª edição do principal escalão do campeonato francês de Hóquei em Patins. A competição, organizada pela FFRS (Federátion Francaise Roller & Skateboard) , foi disputada por 12 clubes.
As equipas jogam todos contra todos, (Round Robin) jogaram duas voltas de 11 jogos cada. No final os primeiro classificado será coroado campeão da N1 Elite - Ligue Française. 
O SCRA Saint-Omer venceu o campeonado pela 13ª vez na sua história, sendo esta a 5ª vitória consecutiva.

## Classificação Geral
| Pos | Equipe          | Pts | J  | V  | E | D  | GP  | GC  | SG  | Classificação ou descenso                 |
| --- | --------------- | --- | -- | -- | - | -- | --- | --- | --- | ----------------------------------------- |
| 1   | SCRA Saint-Omer | 56  | 22 | 17 | 5 | 0  | 141 | 54  | +87 | Campeão e Apuramento WSE Champions League |
| 2   | HC Quévert      | 48  | 22 | 14 | 6 | 2  | 90  | 46  | +44 | Qualificação WSE Champions League         |
| 3   | US Coutras      | 45  | 22 | 13 | 6 | 3  | 85  | 44  | +41 | Qualificação WSE Champions League         |
| 4   | Noisy Le Grand  | 38  | 22 | 11 | 5 | 6  | 102 | 76  | +26 | WSE Trophy                                |
| 5   | La Vendéenne    | 37  | 22 | 11 | 4 | 7  | 94  | 69  | +25 |                                           |
| 6   | SPRS Ploufragan | 36  | 22 | 11 | 3 | 8  | 90  | 75  | +15 |                                           |
| 7   | SA Mérignac     | 31  | 22 | 8  | 7 | 7  | 70  | 86  | −16 |                                           |
| 8   | Poiré Roller    | 27  | 22 | 7  | 6 | 9  | 83  | 91  | −8  |                                           |
| 9   | CP Roubaix      | 26  | 22 | 7  | 5 | 10 | 75  | 90  | −15 |                                           |
| 10  | Quintin RC      | 12  | 22 | 3  | 3 | 16 | 63  | 99  | −36 |                                           |
| 11  | RHC Lyon        | 9   | 22 | 2  | 3 | 17 | 62  | 129 | −67 | Ligue 2                                   |
| 12  | Nantes ARH      | 4   | 22 | 1  | 1 | 20 | 49  | 145 | −96 | Ligue 2                                   |

## Campeão
| Campeonato Suiço de Hóquei em Patins 2024–25 |
| -------------------------------------------- |
| SCRA Saint Omer 13.º título                  |